# 小林しのぶ
小林　しのぶ（こばやし しのぶ、1968年4月 - ）は、日本の看護学者である。
現在群馬大学医学部保健学科看護学専攻助教。専門は基礎看護学。チャームポイントは笑顔。

## 専門分野
看護技術・リラクゼーション
- fMRIを用いたリラクセーション技法の選択適応基準作成のための実験研究
- 看護における補完代替療法学講座の開設とその評価

## 著書・論文

### 論文
- 『リラクセーション外来における終末期がん患者への看護援助の効果』（日本看護技術学会誌公園抄録集、2008年）
- 『簡易版漸進的筋弛緩法プログラムとCD教材の製作プロセス』（看護技術、2008年）
- 『患者・家族が変わる外来看護の実践活動　リラクセーション外来』（看護技術、2008年）
- 『リラクセーション外来における運営と受診者の動向(2)　複合的リンパ療法の実際』（The Kitakanto Medical Journal、2007年）
- 『リラクセーション外来における運営と受診者の動向(1)　リラクセーション法と緩和ケアマッサージの実際』（The Kitakanto Medical Journal、2007年）
- 『リラクセーション技法の体験　自分を磨く』（日本看護技術学会誌、2007年）
- 『リラクセーション外来におけるがん患者へのセルフコントロール法指導の効果』（北関東医学、2006年）
- 『リラクセーション外来におけるがん患者へのセルフコントロール法の継続的指導の効果』（日本看護技術学会第5回学術集会講演抄録集、2006年）